# † (musikalbum)
†, även känt som Cross är musikgruppen Justices debutalbum. Skivan släpptes den 11 juni 2007.

## Låtlista
| Nr  | Titel                                                      | Längd |
| --- | ---------------------------------------------------------- | ----- |
| 1.  | Genesis                                                    | 3:54  |
| 2.  | Let There Be Light                                         | 4:55  |
| 3.  | D.A.N.C.E                                                  | 4:02  |
| 4.  | Newjack                                                    | 3:36  |
| 5.  | Phantom                                                    | 4:22  |
| 6.  | Phantom Pt. II                                             | 3:20  |
| 7.  | Valentine                                                  | 2:56  |
| 8.  | Tthhee Ppaarrttyy (feat. Uffie)                            | 4:03  |
| 9.  | DVNO (feat. Victoria Cape, Chigaco James and Jonah Taylor) | 3:56  |
| 10. | Stress                                                     | 4:58  |
| 11. | Waters of Nazareth                                         | 4:25  |
| 12. | One Minute to Midnight                                     | 3:07  |

| 13. | D.A.N.C.E. (rehearsal version) | 4:29 |

## Topplistor
| Topplista (2007)                | Högsta position |
| ------------------------------- | --------------- |
| Österrikiska albumlistan        | 71              |
| Belgiska albumlistan (Flanders) | 33              |
| Belgiska albumlistan (Wallonia) | 29              |
| Nederländska albumlistan        | 77              |
| Franska albumlistan             | 11              |
| Norska albumlistan              | 25              |
| Schweiziska albumlistan         | 36              |
| UK Albums Chart                 | 49              |